# Нападение на школу в Аррасе (2023)
Нападение на школу в Аррасе (2023) — нападение на школу Гамбетта во французском городе Аррас, в результате которого погиб 1 учитель. Пострадало ещё трое.

## Нападение
Около 11:00 неизвестный с ножом вторгся на территорию школы, где столкнулся с работниками школы и убил учителя французского языка, Доминика Бернара, а также ранил ещё троих сотрудников школы. Во время нападения выкрикивал «Аллаху Акбар!». Нападавший был задержан. Многие ученики снимали происходящее на мобильные телефоны. На одном из кадров изображены несколько взрослых, один из которых пытается защититься от нападавшего с помощью стула. На заднем плане слышно, как один из учеников говорит: «Это заместитель директора». Никто из учащихся не пострадал.

## Нападавший
Нападавшим оказался 20-летний выходец из России, Мохаммед Могушков. Родился в 2003 году. Рос без отца. В 2008 году с семьёй переехал во Францию. Он также являлся бывшим учеником школы, в которой совершил вооружённое нападение. Когда парню было 15 лет, его мать покончила с собой. Ранее привлекался к ответственности за распространение террористических материалов.

## Последующие события
Глава окружающего Париж региона Иль-де-Франс Валери Пекресс заявила, что, «в то время как Ближний Восток горит», исламистский терроризм снова атакует Францию. Она назвала 13 октября «темным днем» для страны и ее школ. Президент Франции, Эмманюэль Макрон, также выразил свои соболезнования. 16 октября были проведены памятные церемонии в честь убитого учителя. Также был задержан брат нападавшего. А спустя несколько часов в соседней школе, находящийся в трёхстах метрах от школы Гамбетта, был задержан подозрительный мужчина с двумя чемоданами. Были задействованы более семи тысяч военных для охран школ и улиц.